# إدارة التغيير (عمل)
إدارة التغيير في العمل، أو التغيير التنظيمي، هو نهج يُتبع لتحويل أو انتقال الفرد، فريق عمل، أو منظمة من حالة راهنة إلى حالة مستقبلية منشودة. انها عملية تنظيمية تهدف إلى مساعدة أصحاب المصلحة لقبول، وبالتالي، تبني التغييرات في بيئة الأعمال الخاصة بهم 
يهدف التغيير التنظيمي لمؤسسة ما في ضمان نجاح وسلاسة تنفيذ التغييرات، وإلى تحقيق فوائد دائمة للتغيير.

## تعريف
يعرف كوتر إدارة التغيير كمنهج الاستفادة من البنى والأدوات الأساسية للسيطرة والتحكم على أي جهد في التغيير التنظيمي. هدف إدارة التغيير هو تحقيق أقصى قدر من المنافع للمؤسسة والتقليل من آثار التغيير على العمال وتجنب الانحرافات عن المسار.

## تاريخ المنهج
وصفت ليندا أكرمان أندرسون،  المؤلفة المشاركة في تحرير كتاب «ما بعد إدارة التغيير»، حالة امتعاض القادة الكبار في أواخر الثمانينات وبدايات التسعينات من فشل محاولات إنشاء وتنفيذ التغييرات بمنهجية من «الأعلى إلى الأسفل». وبالتالي أنشأوا موقع أو وظيفة «قائد التغيير» ليتبؤا مسؤولية عامل التغيير الإنساني (مثل الموظفين أوالشعب) عند القيام بعملية التغيير. يعتبر تاريخ فبراير 1994 هو البداية الغير رسمية لبداية عصر صناعة إدارة التغيير وذلك بعد نشر تقرير «حالة صناعة إدارة التغيير» الذي نشر في دورية «أخبار الاستشاريون» (بالإنكليزية: Consultants News).
في عام 1982 نشر جوليان فيليبس، وهو المستشار في شركة ماكنزي، أول نموذج لإدارة التغيير في دورية «إدارة الموارد البشرية» (Human Resource Management)، الا انه استغرق عقد من الزمن ليتقبله أقرانه من مديري التغيير لاعتماده في عملهم.
ويعزي مارشاك الفضل الكبير لإنشاء صناعة إدارة التغيير إلى شركات المحاسبة الستة الكبار وإلى شركات الاستشارات الإدارية عندما عنونت، في أواخر الثمانينات، خدمات إعادة الهندسة بإدارة التغيير.

## أسباب تطورها
في بيئة الأعمال الحديثة، تواجه المؤسسات تغير سريع لم يسبق له مثيل وذلك نتيجة العولمة والابتكار المستمر للتكنولوجيا والتي تجبر مؤسسات الأعمالعلى التطور بشكل مستمر. كما أن بعض الظواهر الحديثة، مثل وسائط الاعلام الاجتماعية وثورة التكيف على المحمول، أحدثت ثورة في قطاع الأعمال وأوجدت حاجة متزايدة للتغيير لم تحدث من قبل في أي وقت مضى.
كما كان لنمو التكنولوجيا تأثير ثانوي لكن فعال إذ جعل المعرفة متوفرة بشكل كبير وبالتالي وفرت اساليب شفافة للمساءلة. ومنها سهولة الولوج والوصول للمعلومات التي سهلت للمساهمين ووسائل الإعلام القيام بعمليات التدقيق لم يسبق لها مثيل. كما سمحت للمتطفلين والمتابعين معرفة مدى نجاح أو فشل المشاريع التجارية وبالتالي الضغط على المدراء والمنفذين.
وهذه البيئة المتغيرة باستمرار تجبر المؤسسات على تطوير بيئة تتبنى مناخ عمل يقبل التغيير بسهولة وراحة كما يتبى ويشجع التغيير المستمر.
لكل هذه الأسباب، أصبحت قدرة إدارة وتبني التغيير في العمل من الضرورات لنجاح أي عمل.

## دوافع التغيير
مع نمو تكنولوجيا الإتصال، أصبحت العوامل الخارجية أكثر تأثيرا على تغيير العمل من الدوافع الداخلية. وعندما تحدث هذه التطورات، فإن المؤسسات التي تتكيف اسرع مع هذه التطورات تشكل لنفسها لأنفسهم ميزة تنافسية أعلى من المؤسسات الأخرى. وفي الوقت نفسه فالشركات التي ترفض التغيير تتخلف عن ركب التقدم، مما يؤدي إلى خسارات جذرية من حصتها في السوق.

## مؤثراته
التغيير في العمل يؤثر بشكل مباشر على جميع الإدارات من الموظف الصغير إلى أعلى مستويات الإدارة. فأي تطور، مثل التسويق عبر وسائل الاعلام الاجتماعية أو استعمال تطبيقات الهواتف الذكية، تفرض على الشركة بأكملها تعلم كيفية التعامل مع هذه التغييرات بشكل فعال. فالتغير يحدث بسرعة في العالم المتنامي اليوم أكثر من أي وقت مضى.

### المؤثرات الخارجية
من المؤثرات الخارجية على التغيير:
- المنافسة
- المؤثرات الاقتصادية
- التأثيرات الدولية
- التغيرات في القيم الاجتماعية
- التغيرات السياسية

### المؤثرات الداخلية
المؤثرات الداخلية على التغيير
- القيادة في التنظيم
- ثقافة التنظيم من أساليب إدارية وقيم

## مناهج إدارة التغيير
منذ ثلاثينيات القرن العشرين بدأ الأكاديميون في دراسة التغيير بصورة منهجية، وبرغم التطور عبر العقود تمحورت عملية إدارة التغيير حول ثلاثة خطوات متسلسلة وهي:
- التفكيك والتحليل ويهدف إلى خلق شعور ملح بالحاجة والرغبة في التغيير
- التغيير وهي عملية إحداث تغيير من خلال خطوات صغيرة متتالية
- التجميد وهي عملية تثبيت وتوطيد المكاسب التي تم تحقيقها

## إستراتيجيات التغيير
أساسيات إستراتيجيات التغيير هو تحديد انسجام توقعات الجماعات، تحديد فعالية وسائط التواصل، دمج فرق العمل وتنظيم عمليات التدريب. كما تعتمد على مقاييس الإداء، مثل النتائج المالية والكفاءة التشغيلية والتزام القادة وفعالية وسائط الاتصالات، لتحديد وتصميم الاستراتجيات المناسبة لنجاح التغيير وتجنب فشل التغيير أو لايجاد حل مناسب لأي اضطراب في التنفيذ.
أنتجت الأبحاث العلمية في مجالات تغيير العمل إلى خلق ممارسة عملية متؤثرة بتخصصات متعددة، مثل علم النفس، والتسويق وعلوم السلوكيات والإدارة. وجميعها تعتمد إستراتيجية أساسية واحدة وهي أن تبدأ بتشخيص منهجي للوضع الراهن من أجل تحديد الحاجة إلى التغيير والقدرة على التغيير. منثم ينبغي تحديد الأهداف والمحتوى، والعمليات المطلوبة لنجاح التغيير ليكونواكجزء أساسي من من خطة التغيير الإداري.
تعتمد عمليات التغيير في العمل على اتباع اساليب إبداعية من من مجال التسويق الضرورية لتمكين الاتصال بين جماهير التغيير، وكذلك الفهم العميق لأساليب القيادة وديناميات الجماعة وإدارة المشاريع التحويلية. تقوم

### عناصر إدارة التغيير
هناك أربعة عناصر رئيسية يجب أخذها بعين الاعتبار عند تحديد التقنيات أوالابتكارات التي يجب أن تعتمد:
- المستويات والأهداف والاستراتيجيات،
- نظام القياس،
- تحديد سلسلة الخطوات،
- تنفيذ التغيير التنظيمي.

### إقناع الموظفين
يرتدي التغيير التنظيمي وجوه عديدة وله العديد من الأنواع. وبغض النظر عن النوع، فإن الجانب الحاسم في نجاح التغيير هو قدرة الشركة على إقناع الموظفين بجدوى التغيير على وجه كامل. ولتنفيذ التغيير التنظيمي بفعالية هناك عملية أربع خطوات ضرورية:
- أولا، الاعتراف باالتغييرات في البيئة الأوسع للأعمال.
- ثانيا، تطوير التعديلات اللازمة لتلائم احتياجات الشركة.
- ثالثا، تدريب الموظفين على التغييرات المناسبة.
- رابعا، الحصول على دعم الموظفين باقناعهم بجدوى التعديلات المناسبة. وهذه الخطوة الرابعة هي جوهر إدارة التغيير في العمل والتغيير المؤسساتي كممارسة عملية.

## عوامل النجاح
امكانية نجاح إدارة التغيير تصبح أعلى وأقوى إذا تم أخذ التالي بعين الاعتبار:[بحاجة لمصدر]
1. في مجال التخطيط:
  1. تحديد فوائد التغيير على الإدارة الإعمال؛
  2. تحديد مقاييس رقمية لنوايا واهداف أصحاب العلاقة؛
  3. القيام بحالة دراسية للنتائج والتي ينبغي تحديثها باستمرار،
  4. رصد ومراقبة المخاطر والتبعيات والتكاليف والعائد على الاستثمار، والمضار، والعوامل الثقافية التي قد تؤثر على التقدم المحرز والتي ترتبط بالعمل.
2. التواصل الفعال: أي تجديد واستخدام وسائط الاتصالات المناسبة التي تبلغ جميع أصحاب العلاقة عن:
  1. أسباب التغيير (لماذا؟)،
  2. فوائد نجاح التنفيذ (ما هو فيه بالنسبة لنا، وأنت)
  3. تفاصيل التغيير (متى؟ أين؟ من هو الضالع؟ وكم ستكون التكلفة؟ الخ).
  4. وضع نظام فعال للتعليم والتدريب و/أو رفع مستوى المهارات التي تؤخذ بعين الاعتبار على مستوى المؤسسة.
3. مكافحة مقاومة الموظفين الشركات ومواءمتها للتوجه الاستراتيجي العام لالمؤسسة.
4. تقديم المشورة الشخصية (إذا لزم الأمر) لتخفيف أي مخاوف من التغيير ذات الصلة.

- رصد تنفيذ وصقل كما هو مطلوب عند الحاجة.

## أمثلة على التغيير التنظيمي
1. تغيير في مهمة الشركة.
2. تغيير في الاستراتيجيات.
3. تغيير في النظم التشغيلية بما في ذلك تغييرات في المسؤوليات والروابط بين المسؤولين والموظفين.
4. تغيير في التكنولوجية.
5. تغيير في المواقف والسلوكيات للأفراد.